# Мейсон, Райан
Ра́йан Глен Мейсон (англ. Ryan Glen Mason; родился 13 июня 1991, Лондон, Англия) — бывший английский футболист, полузащитник. Главный тренер футбольного клуба «Вест Бромвич Альбион».

## Клубная карьера
Райан — воспитанник футбольной школы «Тоттенхэма», перейдя во взрослую команду так и не сыграл ни одного матча за клуб вплоть до сезона 2014/15. За всё это время он успел поиграть в аренде в клубах низших дивизионов «Йовил Таун», «Донкастер Роверс», «Миллуолл», «Суиндон Таун». В 2013 году Мейсон отправился во Францию, в клуб «Лорьян», но так и не провёл ни одного матча.
27 сентября 2014 года провёл свой первый матч за «Тоттенхэм» против лондонского «Арсенала» (1:1), отыграв весь матч. Свой первый мяч за клуб Райан забил в матче с «Суонси Сити» (3:2).
Выступая за «Халл Сити», 22 января 2017 года в матче с «Челси» (0:2) получил перелом черепа после столкновения с защитником «синих» Гари Кэхиллом. В феврале 2018 года Мейсон завершил карьеру (в 26 лет) по рекомендации медиков.

## Национальная сборная
Райан Мейсон выступал за юношеские сборные Англии: до 16 и до 19 лет, провёл один матч за молодёжную сборную до 20 лет.
23 марта 2015 года главный тренер первой сборной Рой Ходжсон вызвал Райана в команду вместо травмированного Адама Лалланы. Дебют в команде случился 31 марта, в товарищеском матче со сборной Италии, где он вышел на замену на 74-й минуте вместо Джордана Хендерсона. Матч завершился со счётом 1:1.

## Статистика выступлений за сборную
| Матчи Райана Мейсона за сборную Англии | Матчи Райана Мейсона за сборную Англии | Матчи Райана Мейсона за сборную Англии | Матчи Райана Мейсона за сборную Англии | Матчи Райана Мейсона за сборную Англии | Матчи Райана Мейсона за сборную Англии |
| №                                      | Дата                                   | Оппонент                               | Счёт                                   | Голы                                   | Соревнование                           |
| -------------------------------------- | -------------------------------------- | -------------------------------------- | -------------------------------------- | -------------------------------------- | -------------------------------------- |
| 1                                      | 31 марта 2015                          | Италия                                 | 1:1                                    | -                                      | Товарищеский матч                      |

## Тренерская карьера
Мейсон начал тренерскую карьеру в 2018 году в структуре «Тоттенхэма», работая в клубной академии.
19 апреля 2021 года после увольнения Жозе Моуринью было объявлено, что команда проведёт тренировку под руководством Райана Мейсона. 20 апреля 2021 года клуб подтвердил, что Мейсон будет исполнять обязанности главного тренера «Тоттенхэм Хотспур» до окончания сезона. В первом для Мейсона матче в роли тренера «Тоттенхэма», команда со счётом 2:1 обыграла «Саутгемптон» в рамках 29-го тура Английской Премьер-Лиги.
25 апреля 2021 года «Тоттенхэм» под руководством Мейсона уступил «Манчестер Сити» в финале Кубка Английской футбольной лиги (0:1) на стадионе «Уэмбли».